# Saison 1 de Good Omens
 (août 2023).
Si vous disposez d'ouvrages ou d'articles de référence ou si vous connaissez des sites web de qualité traitant du thème abordé ici, merci de compléter l'article en donnant les références utiles à sa vérifiabilité et en les liant à la section « Notes et références ».
Chronologie
Saison 2
La première saison de Good Omens est constituée de 6 épisodes et disponible sur Amazon Prime Video depuis le 31 mai 2019.

## Synopsis
L'ange Aziraphale et le démon Rampa, après 6 000 ans de vie sur la Terre, ne se résignent pas à la venue imminente de l'Apocalypse. Meilleurs ennemis du monde, ils se liguent contre leurs autorités supérieures et tentent d'influencer le cours apparemment inéluctable des événements en éduquant l'Antéchrist chacun à sa manière. Mais si Dieu a un plan, il est ineffable.

## Distribution

### Acteurs principaux
- David Tennant (VF : Stéphane Ronchewski) : Rampa (Crowley en VO)
- Michael Sheen (VF : Anatole de Bodinat) : Aziraphale
- Sam Taylor Buck (VF : Cécile Gatto) : Adam Young
- Jon Hamm (VF : Constantin Pappas) : Archange Gabriel
- Frances McDormand (VF : Frédérique Tirmont) : Voix de Dieu
- Jack Whitehall (VF : Juan Llorca) : Newton Pulsifer / Inquisiteur Vous-Ne-Commettrez-Point-L'Adultère Pulsifer
- Adria Arjona (VF : Élisabeth Ventura) : Anathème Bidule (Anathema Device en VO)
- Michael McKean (VF : Bruno Magne) : Sergent Shadwell
- Miranda Richardson (VF : Blanche Ravalec) : Madame Tracy ou Jezabel

### Acteurs récurrents
- Anna Maxwell Martin (VF : Catherine Desplaces) : Belzébuth
- Sian Brooke (VF : Patricia Piaza) : Deirdre Young
- Daniel Mays (VF : Jérôme Wiggins) : Arthur Young
- Ned Dennehy (VF : Jean-François Vlérick) : Hastur
- Ariyon Bakare (VF : Mike Fédée) : Ligur
- Amma Ris : Pepper
- Ilan Galkoff : Brian
- Alfie Taylor : Wensleydale
- Ollie : Chien
- Mireille Enos (VF : Anne Dolan) : Guerre
- Lourdes Faberes (VF : Julia Boutteville) : Pollution
- Yusuf Gatewood (VF : Jean-Michel Vaubien) : Famine
- Brian Cox (VF : Jean Barney) : Mort (voix)
- Jamie Hill : Mort (corps)
- Paul Chahidi (en) (VF : Christophe Desmottes) : Sandalphon
- Doon Mackichan (en) (VF : Pascale Chemin) : Archange Michael
- Gloria Obianyo (VF : Soleïma Arabi) : Uriel

### Invités
- Steve Pemberton (VF : Pierre-François Pistorio) : Mr. Glozier
- Mark Gatiss : Mr. Harmony
- Reece Shearsmith (VF : Thierry Wermuth) : William Shakespeare
- Derek Jacobi (VF : Charles Uguen) : Metatron
- Benedict Cumberbatch (VF : Mario Bastelica) : Voix de Satan
- Josie Lawrence (en) (VF : Martine Irzenski) : Agnès Barge (Agnes Nutter en VO)

## Liste des épisodes
1. Au commencement
2. Le Livre
3. Des temps difficiles
4. La Récré du samedi matin
5. La Solution des temps derniers
6. Le Tout Dernier Jour du reste de leur vie

### Épisode 1:Au commencement
- Nick Offerman : Thaddeus Dowling
- Jill Winternitz : Harriet Dowling
- Rocco Day : Jeune Warlock
- Will Holloway : Warlock Dowling
- Samson Marraccino : Warlock Dowling
- Susan Brown : Mère supérieure
- Nina Sosanya : Sœur Mary Loquacious
- Maggie Service : Sœur Mary Theresa Garrulous
- Jasmine Hyde : Sœur Grace Voluble
- Schelaine Bennett : Eve
- Anthony Kaye : Adam
- Ben Crowe : Freddie Mercury (voix)
- Alistair Findlay : George Bush
- Jim Meskimen : George Bush (voix)
- Dai Tabuchi : Sushi Chef
- Paul Adeyefa : Démon remplaçable
- Coco Winchester : Trixie
- Oscar Farren : Tarquin
- Tim Bentinck : Annonceur de continuité radio (voix)
- Sarah-Jane De Crespigny : None
- Paul Gambaccini : Lui-même
- Nicholas Parsons Dagon, seigneur des fichiers (voix)
- Brice Bexter : Agent des services secrets (non crédité)
- Nick Donald : Villageois (non crédité)
- Sophie Jugé : Agent français (non crédité)
- Grace McKenzie : Mère du parc (non crédité)
- Jag Patel : Conducteur (non crédité)

### Épisode 2:Le Livre
- Konnie Huq : Pam
- Simon Merrells : Homme de l'International Express
- Chima Okafor : Premier ministre
- Stewart Scudamore : Son Altesse Royale
- Moshidi Motshegwa : Chef suprême
- Stephen Jennings : Négociateur du traité de paix
- Philip Wright : Maggs
- Kate Anthony : Vieux Goody Larmour
- Dan Antopolski : John Bidule
- Bryony Corrigan : Virtue Bidule
- Reagan Osman : Jeune Anathème Bidule
- Gabriella Cirillo : Mère d'Anathème
- Nicola Harrison : Mère de Newton
- Amanda Hadingue : Louisa Blatt
- Ben Willbond : Nigel Tomkins
- Andy de la Tour : Norman Weathered
- Louise Stewart : Frobisher
- Rocco Wright : Jeune Newton Pulsifer
- Ramanna Banger : Agent d'immigration
- Suzann McLean : Janice Evanson
- Vic Waghorn : Vicaire du village
- Jag Patel : Conducteur (non crédité)
- Richard Price : Père de Wensleydale (non crédité)
- Steve Saunders : Villageois de 1656 (non crédité)
- Fran Targ : Client de la librairie (non crédité)

### Épisode 3:Des temps difficiles
- Lindiwe Dim : Barman romain
- Adam Colborne : Richard Burbage / Hamlet
- Jackie Clune : Femme aux huîtres
- Joe Vaz : Bourreau Jean-Claude
- Niamh Walsh : Greta Kleinschmidt
- Agatha Elwes : Sally
- Bailey Patrick : Spike
- Scott Arthur : Jeune Shadwell
- Adam Bond : Jésus
- Bill Paterson : Surveillant du quartier de Tadfield
- Rowan Polonski : Serveur
- Marianna Palka : Frannie
- Simon Merrells : Lesley, l'homme de l'International Express
- Nicolle Smartt : Hortense
- Nathan Amzi : Smythe
- Mark Cameron : Gestionnaire de centrale électrique
- Simon Murray : Ministre d'État à l'Énergie
- Phelim Kelly : Client du café (non crédité)
- Michael van Koetsveld : Randonneur (non crédité)
- Andy Willis : Joueur de cricket (non crédité)

### Épisode 4:La Récré du samedi matin
- David Morrissey : Capitaine Vincent
- Kirsty Wark : Présentateur télé
- Simon Merrells : Homme de l'International Express
- Indra Ové : Maud
- Paul Kaye : Porte-parole de la régie électricité
- Dhondup Samten : Homme tibétain
- Lobsang Samten : Femme tibétaine
- Kristofer Kamiyasu : Capitaine japonais
- Akira Koieyama : Matelot japonais
- Laura Evelyn : Chef extraterrestre
- Paul Adeyefa : Démon n°1 / Démon n°2 / Démon n°3
- Nick Offerman : Thaddeus Dowling
- Samson Marraccino : Warlock Dowling
- Jill Winternitz : Harriet Dowling
- Amir Boutrous : Guide de Meguiddo
- Dan Starkey : Passant
- Nathan Amzi : Smythe
- Orlando Brooke : Extraterrestre vert
- James Naughtie : Lui-même
- Neil Gaiman : Mécène du cinéma endormi (non crédité)
- Jag Patel : Conducteur (non crédité)
- Deborah Rock : Commerçante du marché (non crédité)
- Annabel Spinks-Jones : Passante de Soho (non crédité)
- A.k. Steppa : Passant (non crédité)

### Épisode 5:La Solution des temps derniers
- Gary Finan : Pompier
- Jayde Adams : Julia Petley
- Martin Wimbush : Mr. Scroggie
- Jenny Galloway : Brenda Ormorod
- Johnny Vegas : Ron Ormorod
- Ramanna Banger : Agent de l'immigration
- Jackie Clune : Serveuse
- Jonathan Aris : Ange intendant
- Tim Bentinck : Présentateur Radio
- Steve Oram : Horace
- Mercedes Grower : Nora
- Kirsty Wark : Présentateur télé
- Rosie Day : Lisa
- Jordan Long : Officier Fred
- Sharon Cherry Ballard : Officier Julia
- Bill Paterson : Surveillant du quartier de Tadfield
- Andre Nightingale : Garde à l'entrée de la base aérienne
- Euan Macnaughton : Général américain
- Kevin Millington : Officier au tournevis
- Lawrence Joffe : Commandant de Silo américain
- Johan Baird : Équipier de Silo américain
- Visar Vishka : Capitaine russe
- Egor Korznikov : Membre d'équipage du sous-marin russe
- Jennifer Armour : Soldat de la base aérienne
- Jonathan Addis : Joueur de cricket
- Charlotte Coles : Ange
- Jag Patel : Passant (non crédité)

### Épisode 6:Le Tout Dernier Jour du reste de leur vie
- Elizabeth Berrington : Dagon, seigneur des fichiers
- Andy Hamilton : Huissier des Enfers
- Andre Nightingale : Garde à l'entrée de la base aérienne
- Bill Paterson : Surveillant du quartier de Tadfield
- Caitlin Thorburn : Roisin Reidy
- Michel Diercks : J. Braun
- Clayton Adams : Bruce Corbally
- Gina Gangar : Dr. M. Banerjee
- Niall Greig Fulton : Satan
- Simon Merrells : Homme de l'International Express
- Tim Wallers : Agent britannique
- Georg Nikolloff : Agent russe
- Paul Adeyefa : Démon remplaçable
- Sanjeev Bhaskar : Giles Baddicombe
- Bryony Corrigan : Virtue Bidule
- Dan Antopolski : John Bidule
- Danny Hayes : Avocat Robey
- Milo : Chien, Afrique du Sud
- Tina Chiang : Scientifique nucléaire chinois
- Sean James : Chauffeur poids lourd (images d'archive)
- Meg Kubota : Hastur déguisé femme dans le parc
- Riccardo Mazzi : Le personnel d'attente
- Angela Yeoh : Technicien chinois
- Nina Mangold : Passante (non crédité)
- Jag Patel : Conducteur (non crédité)
- Vic Waghorn : Vicaire du village (non crédité)